# 劳动镇 (乐至县)
劳动镇原名薛苞镇，是中华人民共和国四川省资阳市乐至县下辖的一个乡镇级行政单位。陈毅故居位于劳动镇。

## 行政区划
劳动镇下辖以下地区：
劳动社区、石宝村、百花村、庙山村、旧居村、牛角沟村、七门村、潮水村、公民村、送家沟村、石家坳村、双龙村、民主村、礼贤祠村、光辉村、寺跃湾村、老观音村、先锋村、四杈柏村、回龙庵村、双祠堂村、远朝门村、邓家祠村、五里冲村、法礼村、垭口村、天宫村、福乐村、崇古村、庆丰村、陶家村和向家寨村。

## 知名人物
- 陈毅